# Monasterio de Zimne
El Monasterio de la Asunción en la Montaña Sagrada (en ucraniano: Святогірський Успенський Зимненський ставропігійний монастир), también conocido como el monasterio de Zimne (en ucraniano: Зимненський монастир), es un monasterio rupestre estauropégico ortodoxo cerca de Zimne en el óblast de Volinia, Ucrania.

## Geografía
El complejo monástico se encuentra en la cima de la Montaña Sagrada que se eleva sobre el río Luga, 5 km al sur de Volodímir. 

## Historia
El origen del monasterio es incierto, pero una leyenda monástica atribuye su fundación a Vladimiro I de Kiev en 1001. Se dice que construyó allí dos iglesias y su palacio de invierno, de donde toma su nombre el pueblo. También se dice que el primer higúmeno del monasterio de las Cuevas de Kiev, Barlaam, murió aquí en el camino de Constantinopla a Kiev. Se supone que durante la era del Rus de Kiev, el monasterio de Zimne sirvió como residencia de campo para los obispos de Volódimir-Volinia.
El monasterio se menciona por primera vez en documentos de 1458. Las fuentes mencionan el pueblo de Zimno, que en la segunda mitad del siglo era propiedad del noble ortodoxo de Volinia Fiódor Chartorisky, quien se convirtió en benefactor del monasterio. Czartoryski construyó la Iglesia de la Asunción de la Santísima Virgen María y las murallas con torres para el monasterio. Estuvo controlado por la Iglesia ortodoxa de Grecia hasta 1698, cuando se unió a la Iglesia uniata en unión con la Iglesia católica (Unión de Brest). Al cabo de varias décadas, la comunidad monástica dejó de existir.
En 1795, las iglesias del antiguo monasterio fueron entregadas a los ortodoxos como iglesias parroquiales. Poco después de la tercera partición de Polonia, en 1857, su catedral resurgió como iglesia parroquial de la ortodoxa ucraniana. En 1893, el monasterio se restableció como convento ortodoxo de mujeres.
Los soviéticos disolvieron esta hermandad tras anexionarse Volinia en 1939, después de su invasión y ocupación. El convento revivió durante el periodo de la ocupación alemana en la Segunda Guerra Mundial, pero quedó reducido a iglesia parroquial en 1945, después de que la zona pasara a formar parte de la Ucrania soviética. Tras la disolución de la Unión Soviética, reabrió sus puertas en 1990. En 1996 obtuvo el estatus de estauropégica.

## Arquitectura

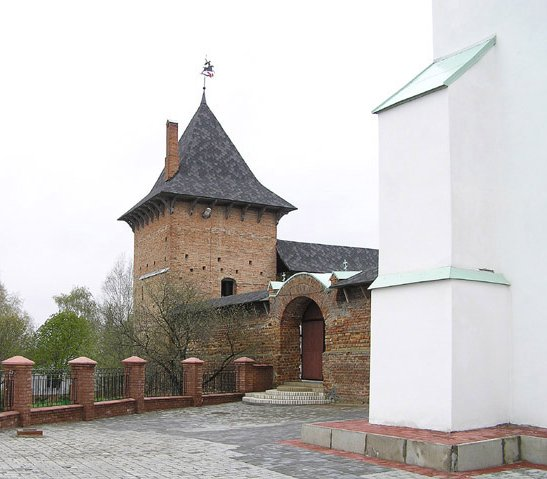
Entrada al monasterio

El monasterio tiene planta rectangular, articulada por muros defensivos con torres, construidos en los siglos XV y XVI. Cada muro está perforado por un amplio arco del siglo XVII. En 1898-99, una torre redonda del muro sur se convirtió en campanario. El estilo de este edificio neorruso desentona con la pintoresca belleza de las otras torres.
El katholikón de la Asunción, de cuatro pilares, fue construido con fondos proporcionados por el príncipe Fiódor Chartorisky. También donó dos hermosas campanas, una de las cuales se exhibe actualmente en los terrenos del monasterio. El katholikón fue terminado y consagrado en 1495, cuando la influencia gótica en la región aún era primordial. Fue modernizado por primera vez en 1550 y desde entonces ha sido renovado y reconstruido, de acuerdo con la ideología predominante de la época. En 1724, los uniatas desmantelaron las torres laterales y remodelaron la fachada según la moda polaca de la época. Los rusos redecoraron el edificio en estilo Renacimiento ruso, pero la iglesia sufrió daños durante la Primera Guerra Mundial. Fue reparada por los polacos en la década de 1930. El techo fue destruida de nuevo durante la Segunda Guerra Mundial. Las cinco cúpulas doradas se añadieron más tarde, en el siglo XX.
El edificio más antiguo del complejo es la Iglesia de la Trinidad en miniatura (1465-75), copia en piedra de las iglesias de madera de Volinia. Está situada en la ladera de la montaña, al sur de la catedral, fuera de los muros del monasterio. Un refectorio del siglo XVI tiene una iglesia dedicada a Santa Juliana; es la iglesia de refectorio más antigua del país.
Entre la iglesia de la Trinidad y la catedral se encuentra la entrada a las cuevas ocupadas por los primeros monjes del lugar. Las cuevas forman dos pasillos paralelos unidos por el centro. La iglesia rupestre está consagrada a San Barlaam.

## Galería

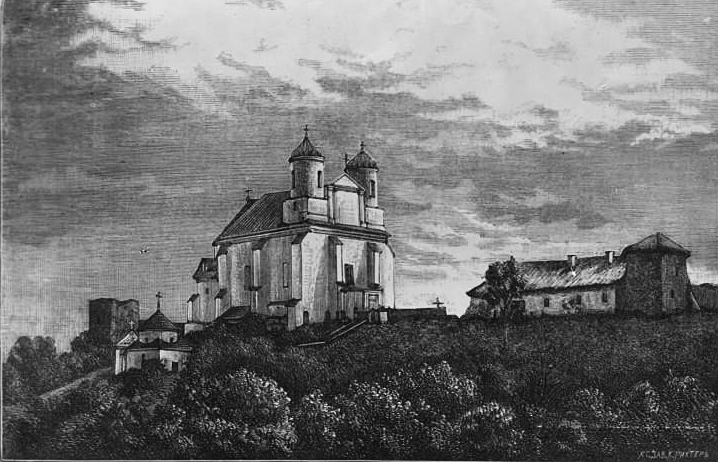
Monasterio de Zimne como iglesia católica (1888)
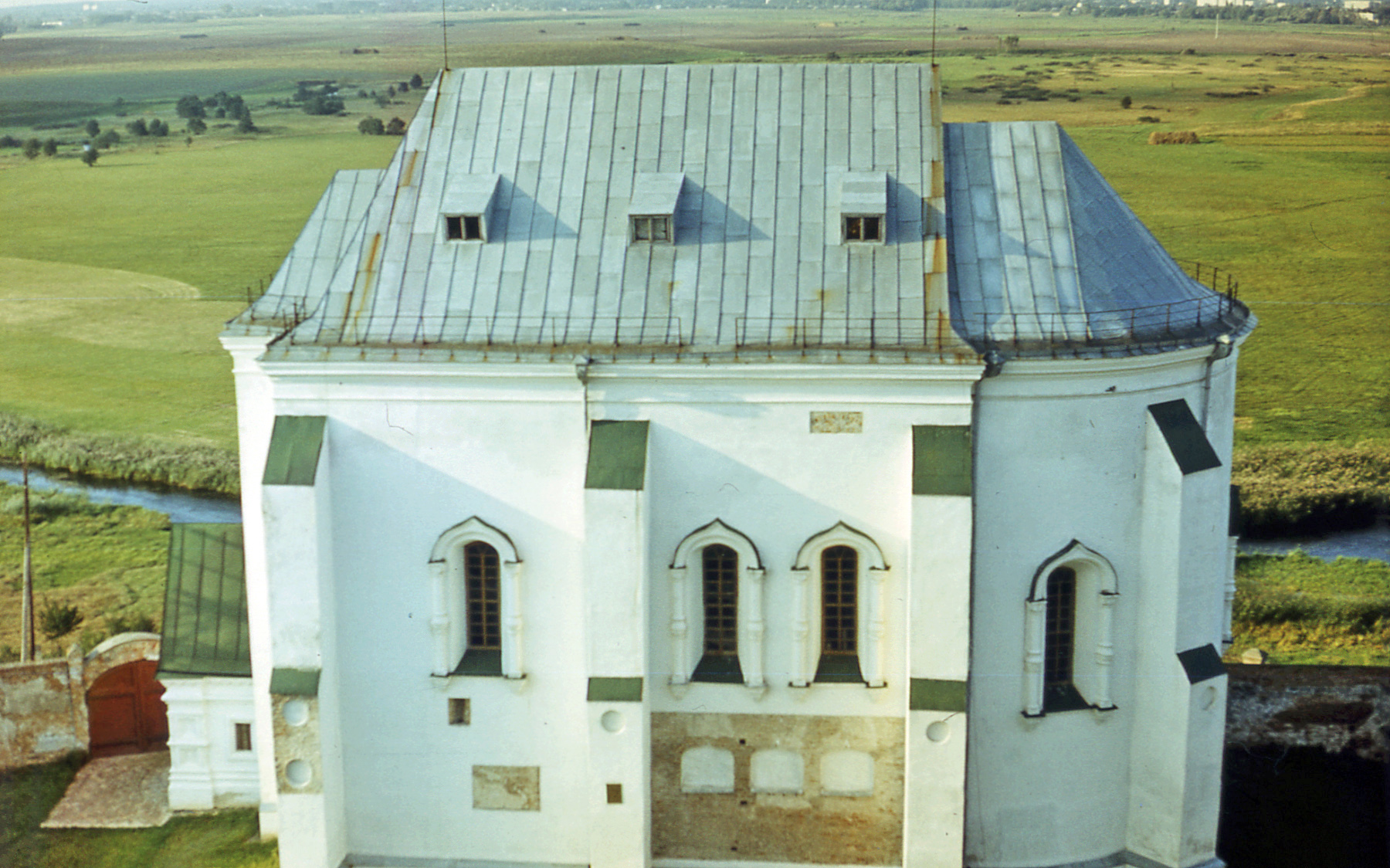
Inicio de la restauración de la iglesia de la Asunción en 1988
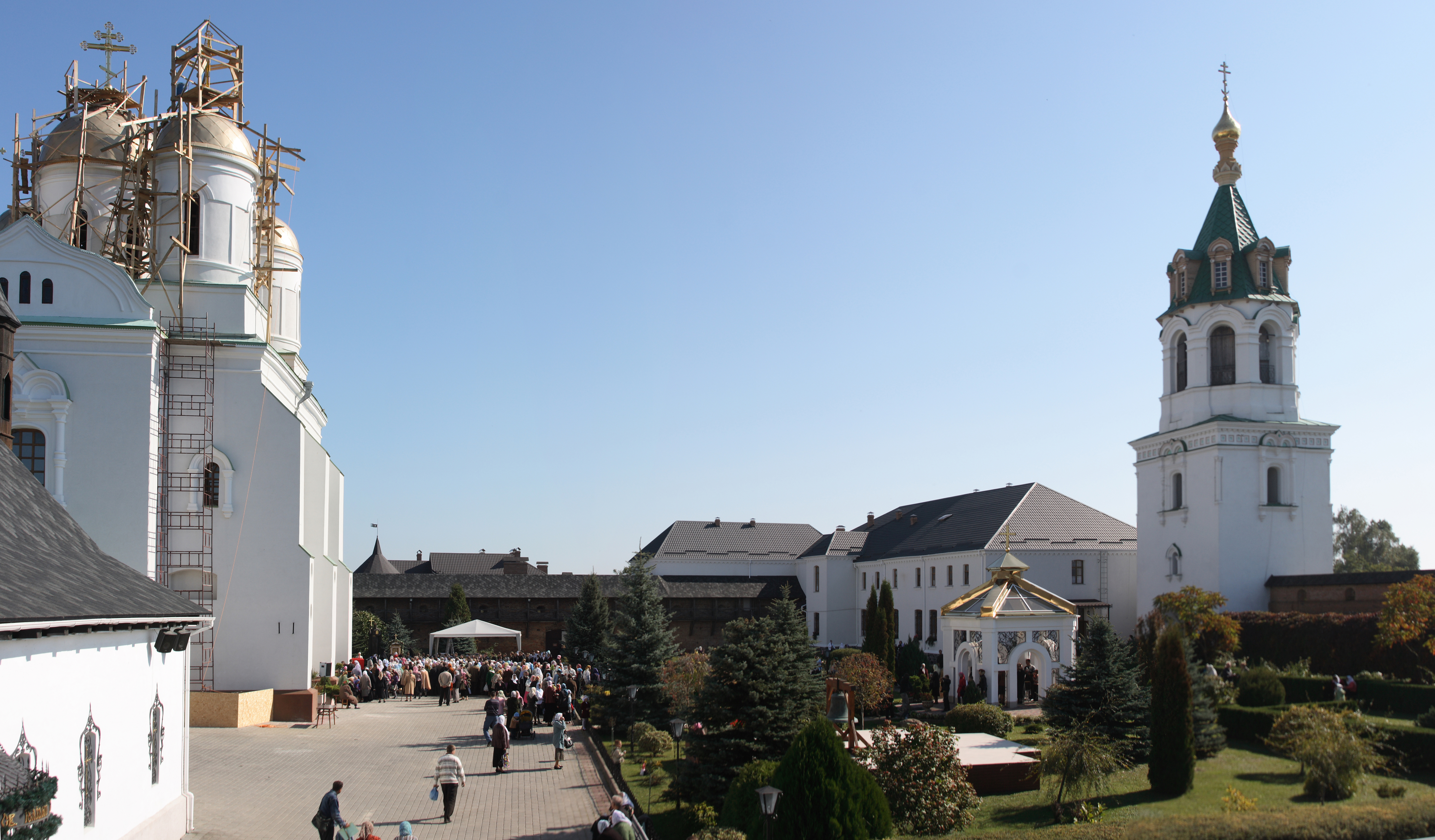
Edificios principales del complejo
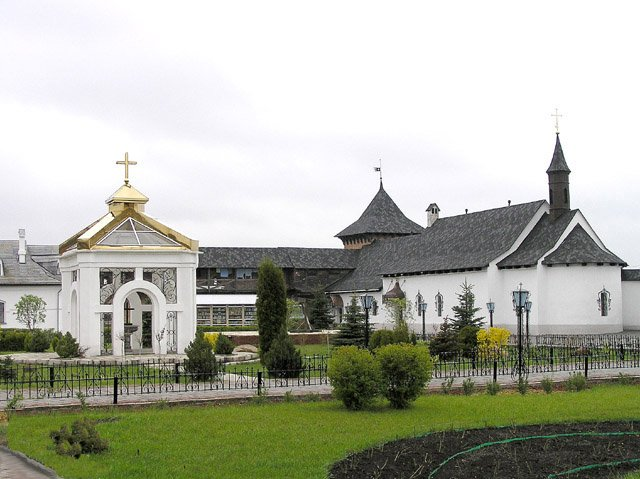
Interior del monasterio
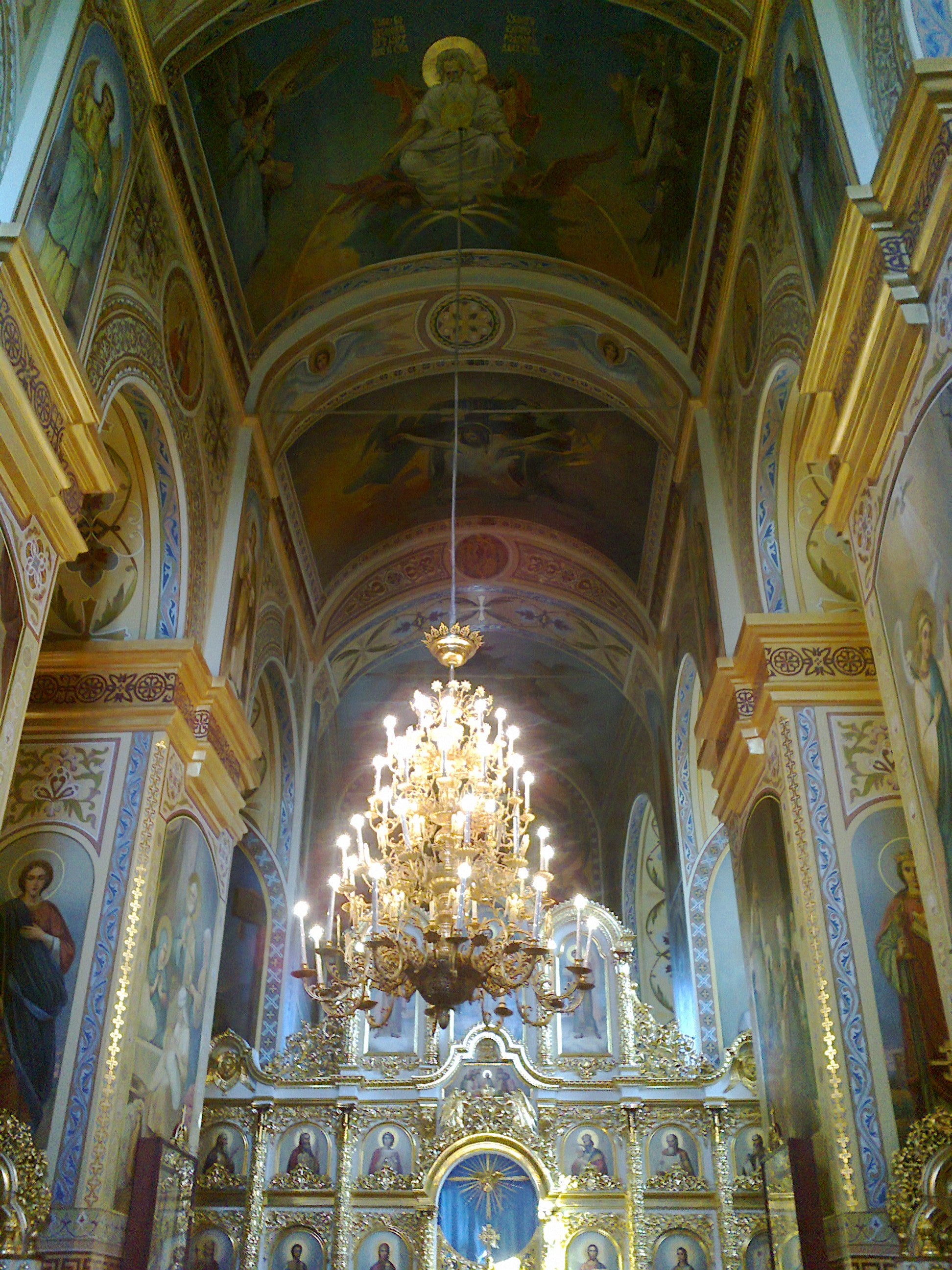
Interior de la iglesia de la Asunción